# Centaurea ebenoides
Centaurea ebenoides là một loài thực vật có hoa trong họ Cúc. Loài này được Heldr. ex S.Moore mô tả khoa học đầu tiên năm 1878.